# 時々ボソッとロシア語でデレる隣のアーリャさん
『時々ボソッとロシア語でデレる隣のアーリャさん』（ときどきボソッとロシアごでデレるとなりのアーリャさん、ロシア語: Иногда Аля внезапно кокетничает по-русски）は、燦々SUNによる日本のライトノベル。
イラストはももこが担当している。小説投稿サイト『小説家になろう』にて短編小説として2020年5月から掲載され、角川スニーカー文庫（KADOKAWA）より2021年2月から刊行されている。略称は「ろしでれ」、「ロシデレ」。
2巻の発売に合わせてヒロインのアーリャがライトノベル史上初のバーチャルYouTuberとしてデビューすることが発表された。
メディアミックスとして、『マガジンポケット』（講談社）にて手名町紗帆によるコミカライズが2022年10月29日より連載されている。テレビアニメのSeason1が、2024年7月から9月まで放送された。Season2は2026年より放送予定。

## あらすじ
私立征嶺（）学園に通うアリサ・ミハイロヴナ・九条（アーリャ）は、試験では学年1位・スポーツ万能の才色兼備で、さらには生徒会では「会計」を務める、ロシア人の父を持つ銀髪ハーフの女子高生。
そんなアーリャの隣の席の、やる気のないアニオタ男子・久世政近は、いつも彼女から小言を言われて絡まれていた。しかもアーリャは、なぜか政近に対して「かわいい」とか「浮気者」などと、ロシア語でデレてくるのである。
実は、幼い頃にロシア語を話す幼馴染がいた政近は、ロシア語を理解できるのだ。それを知らないアーリャは、照れ隠しにクールに振る舞いながらも、ロシア語で「デレデレなセリフ」を呟き、政近を羞恥プレイで悶死させていく。
一方、周囲には「幼馴染」で通している生徒会「広報」の周防有希は、実は「政近の実妹」であり生粋のアニオタ女子だった。プライベートでも親しくする有希と政近の関係を、アーリャは「2人が恋人ではないか？」と誤解してしまう。
「生徒会長」である剣崎統也に誘われた政近は、生徒会に「庶務」として加入し、アーリャの次期生徒会長選挙のパートナーになることを決める。それは、最有力候補である妹の有希と『会長選』を争うことを意味していた。
剣崎と付き合っている「副会長」の更科茅咲、アーリャの姉で「書記」のマリヤ・ミハイロヴナ・九条（マーシャ）ら生徒会メンバーに、有希の従者である君嶋綾乃が新たに「庶務」として加わり、生徒会の人手不足は解消される。
そんな中、有希からアーリャに乗り換えた政近に不満を抱いた谷山沙也加は、アーリャに「討論会」を挑む。沙也加は幼馴染である宮前乃々亜をパートナーに、学生議会で討論を開始。「生徒会メンバーになるには教師の査定が必要」という沙也加の議題に対して、アーリャは「生徒会長から任命権の剥奪をすることは、権威と自治権を下げることに繋がる」と反論する。乃々亜にサクラを仕込まれ追い込まれるアーリャだったが、途中で交代した政近は「劣等生だった剣崎が努力し、皆に支持され生徒会長になった」ことを挙げた上でそもそも議論は必要ないと訴え、結果的に勝利を収める。
九条姉妹が催眠術にかかって騒動になったり、政近の数ヶ月遅れの誕生日を祝うデートをしたり、熱を出した政近の見舞いに行ったアーリャが料理を作ったりと、政近とアーリャは互いに関係を深めていく。
そんな中、会長選を優位に進めようとする有希は、政近が欠席した隙を狙い、アーリャの動揺を誘った状態で「校内放送の番組」に出演させ、格の違いを見せつける。それを知った政近は、「会長選の立候補者演説」に等しいとされる終業式の『生徒会役員挨拶』で、アーリャに冒頭はロシア語で話すように促す。政近のアドバイスのおかげで先行した有希の圧勝ムードの空気を換えたアーリャは、無知と経験不足を認めた上で、誰より努力できることをアピールし、生徒達の拍手を勝ち取ることに成功した。さらに政近は「アーリャが生徒会長になった暁には、沙也加と乃々亜の2人を生徒会メンバーにする」と宣言した。

## 登場人物
声の項はスペシャルPVおよびボイスドラマ版、ボイスコミック版、テレビアニメ版における担当声優。

### メインキャラクター
久世 政近（くぜ まさちか）
声 - 天﨑滉平、風間万裕子（幼少期）
本作の主人公。4月9日生まれ。アーリャが中学3年生の時に転入して以来隣の席の男子。1年B組。両親は離婚しており、現在は外交官の父・恭太郎（きょうたろう）と暮らしている。母方の旧姓は「周防」で、C組の周防有希は実妹。政近が4月生まれで有希が3月生まれのため、同学年になっている。かなりのシスコン。
父方の祖父・知久（ともひさ）に幼少期に散々ロシア映画を見させられたこと、さらに小学校の時に公園で自身の初恋相手となるロシア人少女と出会い、彼女ともっと話をするために勉強したことからロシア語がわかるが、有希を除く皆には秘密にしている。
かつては神童と称され、名家たる周防家の後継者に相応しい才能を持ち、それを開花させるべく祖父の差配で英才教育を施された。しかし、期待に答えようとしたあまり無理がたたり、家族関係に不和が生じ家を出た。母のことは今でも嫌っている。そして、幼少期における初恋相手との出来事も影響し、反動のように緩み切ってしまった。今ではアニメオタクで深夜まで起きており、いつも学校で寝て、努力することを忌避している。後にアーリャとの一件で再び奮起し、生徒会庶務になった。中等部時代は激務である生徒会副会長をソツなく務めており、本来の能力は高い。
過去のトラウマから隠してきた能力を、アーリャのために発揮している。
知久曰く、見た目は父の若いころに似ているが、中身は母に似ているという。
キャラクター設定
著者・燦々SUNはラブコメにおいて最も大きな財産は読者の中で主人公の好感度が高いことだとしている。また、燦々SUN自身が主人公に魅力を感じないラブコメが苦手で政近には読者に愛される主人公になって欲しいと考えており、そのためにはアーリャを支えられるだけのスペックの高さを持っていることが必須だった。そして、そのスペックの高さに気付いていない無自覚系主人公やそのスペックの高さをひけらかすイキり系主人公は絶対に書きたくないという燦々SUNの考えにより最終的に誕生したのが「努力ができない天才」という政近の個性だった。また燦々SUNは政近について「溢れる情熱で周囲を動かす、いわゆる少年マンガっぽい主人公とは違い、だいぶネガティブで卑屈な主人公」と表現している。
評価
- 書評家・ライターのタニグチリウイチは政近の作中での活躍について「『ようこそ実力至上主義の教室へ』で暗躍する主人公・綾小路清隆並みにスーパー男子である」と評している。
- 『このライトノベルがすごい!』男性キャラクター部門では2023年度版で6位、2024年版・2025年版で共に2位を獲得している。

アーリャ / アリサ・ミハイロヴナ・九条（ありさ・みはいろゔな・くじょう）
声 - 上坂すみれ
本作のメインヒロイン。愛称はアーリャ（Аля）。11月7日生まれ。ロシア人の父と日本人の母を持つハーフ女子高生。1年B組で生徒会では会計を務める。容姿は有希と並んで学年の二大美姫と呼ばれ、プロポーションも抜群に良い。小学校入学の際に親の転勤に合わせて日本に4年間滞在、その後はロシアで5年間過ごし、再び日本に戻って中学3年生の時に征嶺学園の編入試験に合格。編入以来学年トップの成績を有している。
負けず嫌いで常に1番を目指す努力家で、ちょっとした授業の課題を含め何事にも全力を尽くす性格。そのため、やる気のないクラスメイトからは面倒事を半ば押し付けられることも多々あり、自分以外に頼らず1人でやり通す姿勢が染みついて「孤高のお姫様」と呼ばれるようになった。しかし、学校行事でも無理をし1人でやり通そうとしていた際に、周りとの対人関係をうまく調整しつつ自分をフォローする政近の手腕と優しさに触れて、彼のことを異性として意識するようになった。
恥ずかしい言葉や政近に聞かれたくないとき、ナンパされたときはロシア語で話す。しかし、政近がロシア語が分かるということは知らないため、恥ずかしい言動が政近にバレている。
キャラクター設定
アーリャについて、燦々SUNは「好きな人に対して、名前をこっそり消しゴムに書いたり、スマホの待ち受け画面にしたり、横顔を眺めたり。模範的優等生が好きな人に対してだけ気を緩して、ハラハラドキドキするイケない遊びに興じる隙を見せる。周囲には伝わらない二人だけの"秘め事"」が魅力と語っている。
また、作中で使用する言語については「英語は理解できる人がいるからダメ。せっかく外国人の血を引いたヒロインにするなら、日本人とは全然違う容姿の美少女にしたい」「ロシアは妖精じみた神秘的な美しさがあるイメージ」「ロシア語には柔らかい響きがあり、特に女性が話す時に可愛らしさを感じる」との理由によりロシア語が採用された。
評価
『このライトノベルがすごい!』女性キャラクター部門では2022年版で6位、2023年版で8位、2024年版で2位、2025年版で3位を獲得している。
周防 有希（すおう ゆき）
声 -  丸岡和佳奈
政近の実妹。ただし、周囲には「幼馴染」で通している。3月12日生まれの自称Cカップ。有希が3月生まれで政近が4月生まれのため、同学年となる。生徒会では広報を務める。1年C組。元々は政近が周防家の後継ぎだったが、政近が久世家に移ったため、有希が後継ぎになった。中等部では第68代生徒会長を務めていた。
アーリャと並ぶ学年の二大美姫で「深窓のおひい様」と呼ばれている。実は政近を超えるオタクだが、体裁を保つため周防家に持って帰れないアニメグッズは久世家に置いてある。身長とスタイル以外は母によく似ている。また、ブラコンで、政近によく甘えノリが良い。幼稚園から今まで政近と同じクラスになったことがない。両親が離婚する時に母親に引き取られた。
知久曰く、見た目は母・優美の若いころにそっくりだが、中身は父・恭太郎にそっくりだという。
幼少期には重い小児喘息を罹っていた。かつては病弱だった自分の分も後継者としての責任を全うしようとした末に挫折した兄に対して憧憬と尊敬、そして深い愛情を向けている。
キャラクター設定
燦々SUNは1巻を書く時点でメインヒロインであるアーリャのライバル的存在を登場させたいと考えており、アーリャと並び立つ名家のお嬢様というキャラが出来上がった。ただ、1巻時点で出てくる恋のライバルは完全に当て馬であり負けヒロインであることから、ライバルとして成立してるのかという疑問があったため、有希には「実は妹である」という個性を与えた。実妹であれば主人公を好きでも問題なく、学園では幼馴染みという設定のため、アーリャから見れば恋のライバルとして成立する。また、最初からヒロインレースのコース外にある実妹というポジションに置くことで、読者に対しても、負けヒロインという印象を抱かせずに強キャラ感を維持できるのではないかと思ったという。なお、実際のキャラ像に関しては、わかりやすく「お嬢様モード」では典型的なお嬢様、「妹モード」ではとことん可愛い妹として描いていると燦々SUNは述べている。
評価
『このライトノベルがすごい!』女性キャラクター部門では2024年版で10位、2025年版で5位を獲得している。

### 私立征嶺学園

#### 生徒会メンバー
剣崎 統也（けんざき とうや）
声 - 石川界人
カリスマとも呼ばれ、相対する人間に爽やかな印象を与える生徒会会長。5月18日生まれ。生徒会ではハイスペック美女4人を牽引しており、そのうち副会長である茅咲と交際している。かつては肥満体質の所謂陰キャオタクだったが、茅咲にふさわしい男になるため自分を磨き、今の地位と肉体を得た。それでも肉体面では茅咲と同じ域にはなかなか届かず、彼女が期待を込めて投げつける無茶ぶりに応えるのに日々苦労している。
更科 茅咲（さらしな ちさき）
声 - 河瀬茉希
生徒会副会長。剣道部大将。9月10日生まれ。同じ生徒会の会長である統也と交際している。マーシャと並ぶ学年の二大美女で「学園の征母（）」と呼ばれている。クラスメイトにマーシャがいる。
一見すると細身の女性だが、その実鍛え抜かれた筋肉と武術を修めている。体育祭では土嚢上げに使った土嚢を7段片手で持ち上げ、ペットボトルを蹴りで切断、チンピラ数人程度は事もなげに制圧するほど。
幼少期は体が弱く虐められっ子だったが、そんな自分を変えるために伝手を頼って武道の道場で修行を重ねた結果、今に至った。
マーシャ / マリヤ・ミハイロヴナ・九条（まりや・みはいろゔな・くじょう）
声 - 藤井ゆきよ
アーリャの実姉。愛称はマーシャ（Маша）。12月24日生まれ。生徒会では書記を務める。「さーくん」という恋人がいる。茅咲と並ぶ学年の二大美女で「学園の聖母（）」と呼ばれており、普段おっとりした印象を受けるが、生徒会の仕事は素早くこなし実務能力が相当に高い。パニックになるとロシア語が出る。
幼少期は金髪だったが、成長するにつれて髪色が変わり、ブラウン色になった。抜群のプロポーションだがアーリャと比べると少々肉付きが良い。
政近との出会いは、公園で日本人の子と遊んでいる時、日本語で伝えようとしていたが理解してもらえず、泣いているところを政近が覚えたてのロシア語で会話したこと。自己紹介の時に政近の発音が悪かったのか、うまく伝わらず「マサーチカ」と呼ばれるようになった。
それ以降交流を深めるうちにマーシャにとっても政近は初恋であり運命の人となったが、親の仕事の都合で政近と別れる時に、当時のマーシャの日本語の拙さや政近の勘違いが禍したか、マーシャの真意を勘違いした政近との間には心理的なすれ違いが生じていた。
君嶋 綾乃（きみしま あやの）
声 - 会沢紗弥
生徒会庶務。1年C組。2月21日生まれ。有希に仕える従者であり、かつては政近の従者でもあった。主人に対して絶大な敬愛と絶対の忠誠を捧げる。ドMである。だが、本人は有希から聞かされた「超ド級メイド」の意味だと思っている。

#### 1年生
丸山 毅（まるやま たけし）
声 - 酒井広大
中等部からの政近の友人。1年B組。8月16日生まれ。政近よりも若干身長が低い坊主頭の少年。
清宮 光瑠（きよみや ひかる）
声 - 市川太一
中等部からの政近の友人。1年B組。6月29日生まれ。線が細く中性的な美少年であり、女子生徒からの人気も高いが本人は女性トラブルで友達を失ったこともあり女性に苦手意識を持っている。
谷山 沙也加（たにやま さやか）
声 - 長谷川育美
1年F組。谷山重工の社長令嬢。8月2日生まれ。現在は風紀委員を務めている。有希と同程度の隠れオタク。普段は理知的だが、時々癇癪を起こすことがある。中等部時代は、有希と生徒会長の座を争った。また、高等部の生徒会長選の時にはアーリャに討論会を申し込んだ。自分を負かした有希と政近のコンビに憧憬を抱いている。
宮前 乃々亜（みやまえ ののあ）
声 - 青山吉能
沙也加の幼馴染。5月13日生まれ。親はブランド店を経営しており学校内外の広告塔。モデルをやっている。祖母がアメリカ人で金髪のワンサイドアップにしている。友人は多いが、実は殆どの他人に興味や好意を持ってない。しかし、自分を本気で叱ってくれた沙也加には感謝している。また罪悪感と共感性が欠如しており、必要と判断した場合は道徳や公序良俗に反する行為も厭わない。両親のみを信頼できる大人と見なし、両親の教えが乃々亜を縛り、乃々亜を守る唯一無二の法となった。
桐生院 雄翔（きりゅういん ゆうしょう）
桐生院グループの会長の息子。7月3日生まれ。菫とは従姉の関係。ピアノ部部長。幼いころからピアノをやっており政近が現れるまでは、コンクール優勝候補だった。文化祭では討論会の名のもと政近とピアノ対決を行い「夜想曲第2番 変ホ長調 作品9の2」を伴奏した。桐生院グループを継ぐ気は無く、本人は音大を目指したいと言っている。

#### 2年生
桐生院 菫（きりゅういん すみれ）
女子剣道部部長、風紀委員会副委員長。剣道部では副将を務めている。桐生院グループの副会長の娘で、雄翔の従姉。女子生徒から人気がある。チャームポイントは縦ロール髪。政近から親しみを込めてバイオレット先輩と呼ばれている。雄翔は桐生院グループを継ぐ気がないため、菫が継ぐ予定。
加地 泰貴（かじ たいき）
中等部第67代生徒会長。高等部では風紀委員会委員長。大手家電メーカーの社長令息。霧香とは許嫁の関係。文化祭では厳重な警備をかいくぐって侵入者を招き入れた。
浅間 霧香（あさま きりか）
中等部第67代副生徒会長。

#### 3年生
名良橋 依礼奈（ならはし えれな）
吹奏楽部部長。8月10日生まれ。2年生では生徒会副会長、学園祭では実行員会副委員長を務めた。政近からはエロナ先輩と呼ばれることも。明るい性格でボケが多くよく政近にツッコまれる。同じ吹奏楽部のメンバーから慕われている。根は真面目。

### 親族

#### 久世家
久世 政近（くぜ まさちか）

久世 知久（くぜ ともひさ）
声 - 辻親八
政近・有希の父方祖父。現在は、妻と共に年金暮らしをしている。スキンヘッドで、三者面談では白スーツにサングラスで来校した。
無類のロシア好きで、幼少期の政近にロシア文学や映画を見せていた。政近との三者面談で、初めて会ったアーリャに「政近の嫁になり孫にならないか？」と言い放った。
久世 麻恵（くぜ あさえ）
政近と有希の父方の祖母。体育祭で初めてアーリャと出会う。アーリャは政近が来るまで「政近の祖母」だと気づいておらず、恋愛相談をした。
久世 恭太郎（くぜ きょうたろう）
声 - 野島裕史
政近・有希の実父。現在はイギリスの大使館に勤務している。作中の前年（政近が中学3年の時）までは、外務省の本省勤務だった。優美と結婚するため外交官になり、婿養子になった。現在は離婚し旧姓を名乗っているが、優美との関係は今も悪くなく、時々彼女と会っている。

#### 周防家
代々外交官の家系。
周防 有希（すおう ゆき）

周防 巌清（すおう げんせい）
声 - 東地宏樹
周防家の現当主であり、政近・有希の母方祖父。元駐米大使。来光会のメンバー。
孫の政近には期待していたが、それを裏切られたことから、周防家とは関係のない人間として扱う一方で、有希の選挙戦のライバルとなった際などには干渉してくるなどしている。基本的には冷徹な合理主義者だが不器用ながらも子や孫のことを気にかけている。
周防 優美（すおう ゆみ）
声 - 伊藤静
巌清の娘であり、政近・有希の実母。兄に飛行機事故で亡くなった直崇がいる。政近には嫌われていたが有希がインフルエンザにかかった際、看病のため周防家に訪れた政近に自身の過去を話すことで政近と和解した。
恭太郎との出会いは、高校生のとき優美が征嶺学園の音楽室でピアノを弾いていたところを恭太郎がたまたま通りかかり優美に拍手したこと。

#### 九条家
アリサ・ミハイロヴナ・九条（ありさ・みはいろゔな・くじょう）

マリヤ・ミハイロヴナ・九条（まりや・みはいろゔな・くじょう）

九条 暁海（くじょう あけみ）
声 - 井上喜久子
アーリャ・マーシャの実母。黒髪ロング。顔はマーシャに似ている。
ミハイル・マカーロヴィチ・九条（みはいる・まかーろゔぃち・くじょう）
アーリャ・マーシャの実父。身長190 - 200cmほどの巨漢。

#### 谷山家
谷山 沙也加（たにやま さやか）
谷山 昇逸（たにやま しょういち）
谷山家の長男。27歳で社会人経験を積むため、父とは別会社である半導体メーカーに勤務している。黒縁メガネをかけており、沙也加に似た部分もある。
谷山 樹生（たにやま いつき）
谷山家の次男。22歳。大学4年生。大学では心理学を専攻。ロングヘアーで一つ結び。
谷山 翔登（たにやま かけと）
谷山家の三男。19歳。大学2年生両耳にピアスを開けている。美大で油絵を専攻。
谷山 一成（たにやま いっせい）
谷山重工の社長。沙也加、昇逸、樹生、翔登の父。

### その他
君嶋 なつ（きみしま なつ）
綾乃の祖母。かなり少女漫画脳な節がある。
宮前 玲亜（みやまえ れあ）
乃々亜の妹で、烈音の姉。文化祭で不法侵入者に絡まれているのを光瑠に助けてもらった。男をとっかえひっかえしている。
宮前 烈音（みやまえ れお）
乃々亜と玲亜の弟。姉2人と同様によくモテる。
スリットパイセン
手芸部部長。本名は不明。スリットが大好き。政近からは、スリッパと呼ばれている。
新橋 菖蒲（しんばし あやめ）
四季姉妹の1人で、剣道部の先鋒。茅咲のことを「お姉様」と慕う。
倉沢 柊（くらさわ ひいらぎ）
四季姉妹の1人で、剣道部の次鋒。菖蒲と同様、茅咲を慕っている。

## 制作背景
『小説家になろう』に投稿されていた短編『時々ボソッとロシア語でデレる隣のアーリャさん』が角川スニーカー文庫編集部の目に留まり、コンセプトは同じであるものの完全な新作として書籍化されることとなった。書籍化にあたって主人公とヒロインも一新され、完全な別人となっている。
当初の構想ではジャンルは「異世界転生」となる予定だったが、燦々SUN曰く「世界観説明や舞台設定の説明が面倒」であったり、「相手に伝わらないと思っている言語でデレる」というコンセプトは普通の外国語でも出来るといった理由から構想外となった。
政近とアーリャは「互いを尊敬し合う関係性」にされている。このようにした理由について燦々SUNは「自身がただ一方的に助けられるヒロインに魅力を感じなかったため、それは避けたくてアーリャを気高く自立した女性にした。同時に、相手に好意を向けられることを期待してヒロインを助けるような主人公も嫌だったため、主人公がヒロインを助ける動機は恋愛感情以外の何かであって欲しいと考え、その結果『アーリャの眩しさに憧れる政近』という構図ができあがった」と述べている。

## 社会的評価

### 商業的評価
発売前からSNSで話題となっていた第1巻は発売から約1ヶ月で4刷となり、新シリーズ1巻目としてはライトノベル史に残る大記録を打ち立てている。第1巻は「2020年度紙本ライトノベル新作売上（KADOKAWA調べ）」では第1位、「ラブコメ新作電子書籍初速DL数（同調べ）」では歴代1位をそれぞれ獲得している。
2021年6月には第1巻が発売から約4か月という異例のスピードで単巻10万部を突破した。2021年12月には本作の第1巻が「2021年に発売されたKADOKAWAのライトノベル作品の第1巻」の中で1番売れた（実売数が高い）ことが発表された。第2巻は、2003年に発売された『涼宮ハルヒの溜息』と同じ初版発行部数で制作刊行された。
2022年の推定売上は294,454部を記録しており、同年度の「ライトノベル年間売上ランキング（ORICON調べ）」では5位を獲得している。
2024年8月時点でシリーズ累計発行部数（海外・電子含む）は、角川スニーカー文庫のラブコメディ作品としては初の500万部を突破している。コミカライズ版は、2024年8月時点で累計100万部を突破している。

### 批評
書評家・ライターのタニグチリウイチは本作について「アーリャがデレているにも関わらず、怒っているのだと理解したふりをしなくてはならない政近の、ムズムズとした感覚が読み手にも伝わって心をキュンとさせる。政近がロシア語が分かるとアーリャが知ったら、どんな波乱が起こるのか。そんな期待が先のエピソードへと読み手を向かわせる」と評している。

### 賞歴・ノミネート歴
| 発表年 | 賞                            | 部門                          | 対象                                         | 結果 |
| ------ | ----------------------------- | ----------------------------- | -------------------------------------------- | ---- |
| 2021年 | このライトノベルがすごい!2022 | 総合新作部門                  | 時々ボソッとロシア語でデレる隣のアーリャさん | 5位  |
| 2021年 | このライトノベルがすごい!2022 | 文庫部門                      | 時々ボソッとロシア語でデレる隣のアーリャさん | 9位  |
| 2022年 | 次にくるライトノベル大賞2021  | 総合部門                      | 時々ボソッとロシア語でデレる隣のアーリャさん | 9位  |
| 2022年 | 次にくるライトノベル大賞2021  | WEB発文庫部門                 | 時々ボソッとロシア語でデレる隣のアーリャさん | 2位  |
| 2022年 | 次にくるライトノベル大賞2021  | 書店員が選ぶ!私のイチオシ部門 | 時々ボソッとロシア語でデレる隣のアーリャさん | 1位  |
| 2022年 | このライトノベルがすごい!2023 | 文庫部門                      | 時々ボソッとロシア語でデレる隣のアーリャさん | 5位  |
| 2023年 | 次にくるライトノベル大賞2022  | 文庫部門                      | 時々ボソッとロシア語でデレる隣のアーリャさん | 3位  |
| 2023年 | このライトノベルがすごい!2024 | 文庫部門                      | 時々ボソッとロシア語でデレる隣のアーリャさん | 3位  |
| 2024年 | このライトノベルがすごい!2025 | 文庫部門                      | 時々ボソッとロシア語でデレる隣のアーリャさん | 3位  |

### その他
『アニメ!アニメ!』が実施した「アニメ化してほしいライトノベル・小説は？（2021年上半期）」と題した読者アンケートでは1位を獲得している。

## 既刊一覧

### 小説
- 燦々SUN（著）・ももこ（イラスト）、KADOKAWA〈角川スニーカー文庫〉、既刊12巻（2025年7月1日現在）
  - 『時々ボソッとロシア語でデレる隣のアーリャさん』、2021年3月1日初版発行（2月27日発売[41]）、ISBN 978-4-04-111118-5
  - 『時々ボソッとロシア語でデレる隣のアーリャさん2』、2021年8月1日初版発行（7月30日発売[42]）、ISBN 978-4-04-111119-2
  - 『時々ボソッとロシア語でデレる隣のアーリャさん3』、2021年12月1日初版発行（同日発売[43]）、ISBN 978-4-04-111955-6
  - 『時々ボソッとロシア語でデレる隣のアーリャさん4』、2022年4月1日初版発行（同日発売[44]）、ISBN 978-4-04-111956-3
  - 『時々ボソッとロシア語でデレる隣のアーリャさん4.5 Summer Stories』、2022年8月1日初版発行（7月29日発売[45]）、ISBN 978-4-04-112780-3
  - 『時々ボソッとロシア語でデレる隣のアーリャさん5』、2022年12月1日初版発行（同日発売[46]）、ISBN 978-4-04-112781-0
  - 『時々ボソッとロシア語でデレる隣のアーリャさん6』、2023年4月1日初版発行（同日発売[47]）、ISBN 978-4-04-113544-0
  - 『時々ボソッとロシア語でデレる隣のアーリャさん7』、2023年9月1日初版発行（同日発売[48]）、ISBN 978-4-04-114062-8
  - 『時々ボソッとロシア語でデレる隣のアーリャさん8』、2024年2月1日初版発行（同日発売[49]）、ISBN 978-4-04-114592-0
  - 『時々ボソッとロシア語でデレる隣のアーリャさん9』、2024年9月1日初版発行（8月30日発売[50]）、ISBN 978-4-04-114831-0
  - 『時々ボソッとロシア語でデレる隣のアーリャさん 裏話』、2024年11月29日発売[51]、ISBN 978-4-04-114831-0
  - 『時々ボソッとロシア語でデレる隣のアーリャさん10』、2025年7月1日発売[52]、ISBN 978-4-04-116155-5

### 漫画
- 燦々SUN（原作）・手名町紗帆（漫画）・ももこ（キャラクター原案）『時々ボソッとロシア語でデレる隣のアーリャさん』 講談社〈講談社コミックス〉、既刊7巻（2025年6月9日現在）
  1. 2023年3月9日初版発行（同日発売[53][54]）、ISBN 978-4-06-531091-5
  2. 2023年6月8日初版発行（同日発売[55]）、ISBN 978-4-06-531880-5
  3. 2023年11月9日初版発行（同日発売[56]）、ISBN 978-4-06-533550-5
  4. 2024年4月9日初版発行（同日発売[57]）、ISBN 978-4-06-535169-7
  5. 2024年8月7日初版発行（同日発売[58]）、ISBN 978-4-06-536510-6
  6. 2025年1月8日初版発行（同日発売[59]）、ISBN 978-4-06-538068-0
  7. 2025年6月9日初版発行（同日発売[60]）、ISBN 978-4-06-539753-4

### 関連書籍
- ももこ 『時々ボソッとロシア語でデレる隣のアーリャさん ももこ画集』 KADOKAWA、2024年6月28日発売[61][62]、ISBN 978-4-04-114832-7

## テレビアニメ
2023年3月にテレビアニメ化が発表され、Season1が2024年7月から9月までTOKYO MXほかにて放送された。当初、Season1は2024年4月に放送開始予定だったが、「皆様にさらに楽しんでいただける作品を目指すため」という理由により7月に延期された。
Season1の最終回である第12話放送後、Season2の制作決定が発表された。2026年より放送予定。

### スタッフ
|                      | Season1                                       | Season2  |
| -------------------- | --------------------------------------------- | -------- |
| 原作                 | 燦々SUN                                       | 燦々SUN  |
| 原作イラスト         | ももこ                                        | ももこ   |
| 監督                 | 伊藤良太                                      | 原口浩   |
| 副監督               | N/A                                           | 金成旻   |
| シリーズ構成         | 伊藤良太                                      | 山田由香 |
| キャラクターデザイン | 室田雄平                                      | 室田雄平 |
| プロップデザイン     | 成瀬藍 永田杏子                               | 未公表   |
| 美術監督             | 若林里紗                                      | 未公表   |
| 美術設定             | 石原由光 松本浩樹                             | 未公表   |
| 色彩設計             | 伊藤裕香                                      | 未公表   |
| 撮影監督             | 杉浦誠一                                      | 未公表   |
| 編集                 | 木村佳史子                                    | 未公表   |
| 音響監督             | 高寺たけし                                    | 未公表   |
| 音楽                 | 堤博明                                        | 未公表   |
| 音楽プロデューサー   | 水鳥智栄子                                    | 未公表   |
| 音楽制作             | KADOKAWA                                      | 未公表   |
| プロデューサー       | 新井孝介 長谷川俊介 鎌田肇                    | 未公表   |
| 制作プロデューサー   | 小林涼                                        | 未公表   |
| アニメーション制作   | 動画工房                                      | 動画工房 |
| 製作                 | Alya-san Partners（KADOKAWA、セガ、動画工房） | 未公表   |

### 主題歌
オープニング・エンディングともに、アーリャ（上坂すみれ）による楽曲が使用された。
オープニングテーマ「1番輝く星」
作詞・作曲・編曲は白戸佑輔。Season1で使用された。
エンディングテーマ
毎話異なるカバー楽曲が使用されている。
Season1第4話エンディング曲「ハレ晴レユカイ」の声優によるダンス動画がYouTube上に公開された。
| 話数       | 曲名                                 | 作詞       | 作曲           | 編曲                  | カバー元                               |
| Season1    | Season1                              | Season1    | Season1        | Season1               | Season1                                |
| ---------- | ------------------------------------ | ---------- | -------------- | --------------------- | -------------------------------------- |
| 第1話[67]  | 学園天国                             | 阿久悠     | 井上忠夫       | 脇眞富                | フィンガー5                            |
| 第2話[68]  | 可愛くてごめん                       | shito      | shito          | 山本恭平              | HoneyWorks feat.ちゅーたん〈早見沙織〉 |
| 第3話[69]  | 想い出がいっぱい                     | 阿木燿子   | 鈴木キサブロー | - 伊藤和馬 - 山本恭平 | H2O                                    |
| 第4話[70]  | ハレ晴レユカイ                       | 畑亜貴     | 田代智一       | 矢鴇つかさ            | - 平野綾 - 茅原実里 - 後藤邑子         |
| 第5話[71]  | 小さな恋のうた                       | 上江洌清作 | MONGOL800      | 山本恭平              | MONGOL800                              |
| 第6話[72]  | 秘密の言葉                           | 吉田崇展   | ズーカラデル   | 矢鴇つかさ            | 花譜×ズーカラデル                      |
| 第6話[72]  | 歌 - アーリャ（CV: 上坂すみれ）×花譜 |            |                |                       |                                        |
| 第7話[73]  | ラブ・ストーリーは突然に             | 小田和正   | 小田和正       | 山本恭平              | 小田和正                               |
| 第8話[74]  | CHE.R.RY                             | YUI        | YUI            | 伊藤和馬              | YUI                                    |
| 第9話[75]  | ワールドイズマイン                   | ryo        | ryo            | 脇眞富                | supercell feat.初音ミク                |
| 第10話[76] | こいのうた                           | 浜田亜紀子 | 中島優美       | Arte Refact           | GO!GO!7188                             |
| 第11話[77] | 気まぐれロマンティック               | 水野良樹   | 水野良樹       | 山本恭平              | いきものがかり                         |
| 第12話[78] | ハナモヨイ                           | 大熊淳生   | 大熊淳生       | 大熊淳生              | オリジナル曲                           |

### 各話リスト
| 第1話  | ロシア語でデレるアーリャさん | 伊藤良太 | 伊藤良太          | 伊藤良太                       | 渥美智也 納武史 山野雅明                                                                                   | 室田雄平                                          | 2024年 7月3日 |
| 第2話  | 幼馴染とは？                 | 伊藤良太 | 伊藤良太          | 内野宮晃希                     | 早川麻美 迫由里香 成瀬藍 澁谷健太郎 シマダ 齋藤魁                                                          | 渥美智也                                          | 7月10日       |
| 第3話  | そして二人は出会った         | 伊藤良太 | 西邑大輔          | 西邑大輔                       | 稲手遥香 井上なつみ シマダ 横山穂乃花 山野雅明 室賀彩花 板倉健                                             | 菊池愛                                            | 7月17日       |
| 第4話  | 溢れ出す想い                 | 伊藤良太 | 原口浩            | 原口浩                         | 歩宇 金慧秀 山本蓮雄 鈴木水彩 久保茉莉子 中本尚 山野雅明 立口徳孝                                          | 渥美智也                                          | 7月24日       |
| 第5話  | それぞれの決意               | 千葉美鈴 | 金成旻            | 金成旻                         | 迫由里香 澁谷健太郎 板倉健 平塚知哉                                                                        | 熊谷勝弘                                          | 7月31日       |
| 第6話  | いわゆるひとつの間接キス     | 山田由香 | 吉川博明          | 大迫光紘                       | 鈴木彩乃 金慧秀 加戸菜弥 歩宇 鈴木水彩 山野雅明 板倉健 曾我篤史 立口徳孝                                   | 熊谷勝弘 迫由里香 納武史 板倉健                   | 8月7日        |
| 第7話  | 嵐、来たる                   | 千葉美鈴 | 吉川博明          | ふじいたかふみ                 | ぶん山 おさしみ丸 よぴ さば 新入り                                                                         | まじろ 勝又聖人 おさしみ丸                        | 8月14日       |
| 第8話  | 学生議会                     | 千葉美鈴 | 伊藤良太          | 西邑大輔 藤田星平              | 熊谷勝弘 鈴木水彩 板倉建 磯本雅大 澁谷健太郎 金慧秀 齋藤魁 まじろ 勝又聖人 おさしみ丸 ぶんやま さば 新入り | 室田雄平 渥美智也                                 | 8月21日       |
| 第9話  | ラブコメのち催眠術           | 千葉美鈴 | 鈴木萌 伊藤良太   | 塚原佑希子 池田絢 福元しんいち | 成瀬藍 纐纈真澄 納武史 磯本雅大 高橋尚千 澁谷健太郎 シマダ おさしみ丸 さば 新入り                          | 迫由里香 納武史 板倉健 まじろ 勝又聖人 おさしみ丸 | 8月28日       |
| 第10話 | 遅ればせながら、誕生会       | 山田由香 | 金成旻            | 金成旻                         | 金慧秀 鈴木水彩 齋藤魁 中園仁 歩宇                                                                         | 熊谷勝弘 板倉健                                   | 9月4日        |
| 第11話 | 予期せぬ前哨戦               | 千葉美鈴 | 吉川博明 大迫光紘 | 大迫光紘                       | 宮永あずさ 樋口純一 鈴木水彩 齋藤魁 磯本雅大                                                               | 渥美智也 熊谷勝弘 迫由里香                        | 9月11日       |
| 第12話 | 前を向いて                   | 伊藤良太 | 伊藤良太          | 伊藤良太                       | 歩宇 納武史 中園仁 久保茉莉子 中尾和麻 まじろ 勝又聖人 おさしみ丸 ぶん山 さば 新入り てんびん ゆび         | 室田雄平 渥美智也 迫由里香 熊谷勝弘               | 9月18日       |

### 放送局
| 放送期間               | 放送時間                     | 放送局             | 対象地域       | 備考                                 |
| ---------------------- | ---------------------------- | ------------------ | -------------- | ------------------------------------ |
| 2024年7月3日 - 9月18日 | 水曜 23:30 - 木曜 0:00       | TOKYO MX           | 東京都         |                                      |
| 2024年7月4日 - 9月19日 | 木曜 0:30 - 1:00（水曜深夜） | BS日テレ           | 日本全域       | BS放送 / 『アニメにむちゅ〜』枠      |
|                        |                              | サンテレビ         | 兵庫県         |                                      |
|                        |                              | KBS京都            | 京都府         |                                      |
|                        | 木曜 1:29 - 1:59（水曜深夜） | ミヤギテレビ       | 宮城県         | [ 注 10 ]                            |
|                        | 木曜 2:00 - 2:30（水曜深夜） | テレビ新広島       | 広島県         |                                      |
|                        | 木曜 2:10 - 2:40（水曜深夜） | テレビ静岡         | 静岡県         | [ 注 11 ]                            |
|                        | 木曜 2:30 - 3:00（水曜深夜） | 新潟放送           | 新潟県         |                                      |
|                        | 木曜 2:35 - 3:05（水曜深夜） | 日本海テレビ       | 鳥取県・島根県 |                                      |
|                        | 木曜 3:00 - 3:30（水曜深夜） | RKB毎日放送        | 福岡県         |                                      |
|                        |                              | テレビ山梨         | 山梨県         |                                      |
| 2024年7月5日 - 9月20日 | 金曜 1:28 - 1:58（木曜深夜） | テレビユー福島     | 福島県         | [ 注 12 ]                            |
|                        | 金曜 1:41 - 2:11（木曜深夜） | 長崎放送           | 長崎県         |                                      |
|                        | 金曜 1:55 - 2:25（木曜深夜） | 北海道テレビ       | 北海道         | 『アニメな時間』枠                   |
|                        | 金曜 2:00 - 2:30（木曜深夜） | メ〜テレ           | 中京広域圏     |                                      |
|                        |                              | あいテレビ         | 愛媛県         |                                      |
|                        | 金曜 2:58 - 3:28（木曜深夜） | IBC岩手放送        | 岩手県         |                                      |
|                        | 金曜 23:00 - 23:30           | AT-X               | 日本全域       | CS放送 / 字幕放送 / リピート放送あり |
| 2024年7月6日 - 9月21日 | 土曜 2:23 - 3:53（金曜深夜） | チューリップテレビ | 富山県         |                                      |
|                        | 土曜 2:45 - 3:15（金曜深夜） | 北陸放送           | 石川県         |                                      |
| 2024年7月7日 - 9月22日 | 日曜 1:15 - 1:45（土曜深夜） | 福井テレビ         | 福井県         |                                      |
|                        | 日曜 1:58 - 2:28（土曜深夜） | テレビユー山形     | 山形県         | [ 注 13 ]                            |
|                        | 日曜 3:00 - 3:30（土曜深夜） | 鹿児島放送         | 鹿児島県       | [ 注 14 ]                            |
| 2024年7月9日 - 9月24日 | 火曜 2:19 - 2:49（月曜深夜） | 琉球放送           | 沖縄県         |                                      |

| 配信開始日   | 配信時間                | 配信サイト | 備考                   |
| ------------ | ----------------------- | --- | ---------------------- |
| 2024年7月3日 | 水曜 23:30 以降順次更新 | ABEMA | 最新話期間限定無料配信 |
|              |                         | dアニメストア Netflix U-NEXT アニメ放題 バンダイチャンネル hulu Lemino DMM TV TELASA J:COM STREAM milplus見放題パックプライム Amazon Prime Video FOD | 見放題配信             |
|              |                         | music.jp ビデオマーケット カンテレドーガ クランクイン!ビデオ HAPPY!動画                                                                              | 都度課金配信           |

### Webラジオ
2024年4月15日から9月15日まで、公式YouTubeチャンネルにて『時々ボソッとロシア語でラジる隣のアーリャさん』（略称：ロシラジ）が配信された。全12回。パーソナリティは久世政近役の天﨑滉平とアリサ・ミハイロヴナ・九条役の上坂すみれが担当した。7月3日には、テレビアニメの放送直前スペシャルとして特別版がプレミア配信された。
- ゲスト
  - 第7回・第8回（7月5日・19日） - 丸岡和佳奈（周防有希役）[86][87]
  - 第9回・第10回（8月4日・18日） - 会沢紗弥（君嶋綾乃役）[88][89]
  - 第11回・第12回（9月1日・15日） - 藤井ゆきよ（マリヤ・ミハイロヴナ・九条役）[84][90]

### BD / DVD
| 巻 | 発売日         | 収録話         | 規格品番  | 規格品番  | 規格品番   |
| 巻 | 発売日         | 収録話         | BD限定版  | BD通常版  | DVD通常版  |
| -- | -------------- | -------------- | --------- | --------- | ---------- |
| 1  | 2024年9月25日  | 第1話 - 第4話  | KAXA-8811 | KAXA-8821 | KABA-11541 |
| 2  | 2024年10月25日 | 第5話 - 第8話  | KAXA-8812 | KAXA-8822 | KABA-11542 |
| 3  | 2024年11月27日 | 第9話 - 第12話 | KAXA-8813 | KAXA-8823 | KABA-11543 |

### 書籍
- ニュータイプ編集部（編） 『時々ボソッとロシア語でデレる隣のアーリャさん アニメガイド 征嶺学園生徒会活動報告書』 KADOKAWA、2025年05月26日発売[92]、ISBN 978-4-04-115814-2

### ゲーム
2024年9月19日より、スマートフォン向けアプリゲーム『時々ボソッとロシア語でデレる隣のアーリャさん パズルパーティ!』（略称：ぱずでれ）が配信開始された。ポッピンゲームズジャパンによる開発。ジャンルは3マッチパズルゲーム。基本プレイ無料のアプリ内課金制。